# L'astronauta caigut
L'astronauta caigut (en anglès, Fallen Astronaut) és una escultura d'alumini de 8,5 cm d'alt d'un astronauta amb vestit espacial. És obra de l'artista belga Paul Van Hoeydonck.
La petita figura representa un astronauta amb el seu tratge espacial, que pretén commemorar els astronautes i cosmonautes que han mort en l'avenç de l'exploració espacial. Va ser comissionada i col·locada a la Lluna per la tripulació de l'Apollo 15 al massís Mons Hadley l'1 d'agost de 1971, al costat d'una placa que llistava els catorze homes que fins llavors havien mort.
L'equip de l'Apollo 15 va mantenir en secret però el memorial fins que es completés la missió. Després del seu anunci públic el National Air and Space Museum va requerir i rebé una rèplica de la figura. La controvèrsia no va tardar en aparèixer, quan Van Hoeydonck va reclamar que segons ell l'acord amb els astronautes li permetia vendre 950 còpies de la figura. Finalment va cedir en les seves intencions per pressions de la NASA, la qual té una estricta política contra l'explotació comercial dels programes espacials governamentals dels Estats Units.

## Comissió

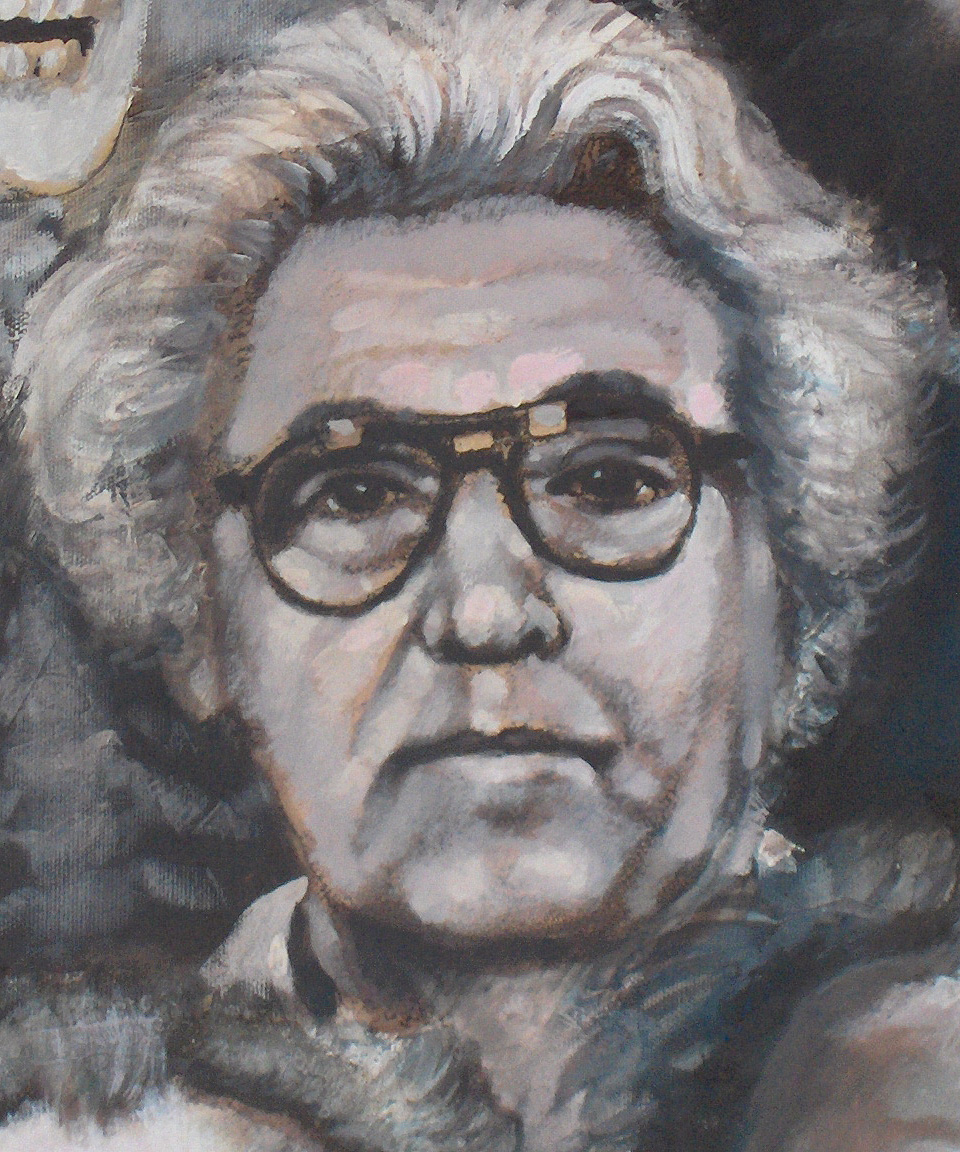
Retrat de Van Hoeydonck per Willy Bosschem

Abans de la missió lunar Apollo 15, l'astronauta David Scott va conèixer el pintor belga i impressor Paul Van Hoeydonck a una festa d'un sopar. Fou allà que Van Hoeydonck hauria acceptat crear una petita figura perquè Scott la col·loqués sobre la Lluna, tot i que no van quedar massa clars els detalls d'aquell acord. El propòsit de Scott era commemorar els astronautes i cosmonautes que havien perdut les seves vides al llarg de l'exploració espacial, i dissenyà i va fer separadament també una placa llistant els catorze americans i soviètics. A Van Hoeydonck se li donaren una sèrie d'especificacions pel disseny: l'escultura havia de ser lleugera però resistent capaç de suportar les temperatures extremes de la Lluna; no havia de ser identificable com a home o dona, ni tampoc identificable amb cap grup ètnic. Segons Scott, Van Hoeydonck estava d'acord que el seu nom com a autor de l'obra no es fes públic, per tal d'evitar l'explotació comercial del programa espacial del govern dels Estats Units. Scott va rebre el permís del màxim comandament de la NASA abans de la missió per portar la figura amb la nau aeroespacial, però no ho rebel·laria públicament fins a la roda de premsa posterior a la missió.
Van Hoeydonck però va comunicar una versió diferent del tracte: segons ell mateix en una entrevista al diari belga Le Soir, la figura havia de ser una representació de tota la humanitat, no només dels astronautes o cosmonautes caiguts. Va afirmar que no coneixia que la figura seria utilitzada com a memorial per als visitants de l'espai caiguts, i el nom donat a l'obra no va ser triat ni aprovat per ell; a més ell pretenia que la figura es pogués mantenir dempeus en ser dipositada sobre la superfície lunar. També va negar que acceptés romandre en l'anonimat. Amdbós versions, la seva i la de Scott dels esdeveniments van ser aportades en un article a Slate magazine l'any 2013.

## Col·locació a la Lluna
Durant la missió de l'Apollo 15, a punt de completar la feina a la superfície lunar l'1 d'agost de 1971, Scott va col·locar en secret la figura del Fallen Astronaut sobre la superfície lunar, junt amb una placa amb els noms dels vuits astronautes americans i sis cosmonautes soviètics que havien mort en servei:
| Nom                     | Data                 | Causa                                                    |
| ----------------------- | -------------------- | -------------------------------------------------------- |
| Theodore C. Freeman     | 31 d'octubre de 1964 | accident de l'aeronau                                    |
| Charles A. Bassett II   | 28 de febrer de 1966 | accident de l'aeronau                                    |
| Elliot M. See Jr.       | 28 de febrer de 1966 | accident de l'aeronau                                    |
| Virgil I. Grissom       | 27 de gener de 1967  | incendi de l'Apollo 1                                    |
| Roger B. Chaffee        | 27 de gener de 1967  | incendi de l'Apollo 1                                    |
| Edward H. White II      | 27 de gener de 1967  | incendi de l'Apollo 1                                    |
| Vladímir M. Komarov     | 24 d'abril de 1967   | fallada del paracaigudes durant el retorn a la Soiuz 1   |
| Edward G. Givens Jr.    | 6 de juny de 1967    | accident de cotxe                                        |
| Clifton C. Williams Jr. | 5 d'octubre de 1967  | accident de l'aeronau                                    |
| Iuri A. Gagarin         | 27 de març de 1968   | accident de l'aeronau                                    |
| Pavel I. Beliàiev       | 10 de gener de 1970  | malaltia                                                 |
| Gueorgui T. Dobrovolski | 30 de juny de 1971   | fallada de pressurització durant el retorn a la Soiuz 11 |
| Víktor I. Patsàiev      | 30 de juny de 1971   | fallada de pressurització durant el retorn a la Soiuz 11 |
| Vladislav N. Volkov     | 30 de juny de 1971   | fallada de pressurització durant el retorn a la Soiuz 11 |

Scott va fotografiar el memorial, però va esperar a la conferència de premsa posterior a la missió per revelar-ne l'existència. Més tard, anotà que "Tristament, dos noms van ser oblidats (en la placa), el de Valentin Bondarenko i Grigori Nelyubov." Explicà que el món occidental no n'estava informat de la seva mort degut al secretisme del programa espacial de la Unió Soviètica en aquells anys. També es va oblidar del nom de Robert Henry Lawrence Jr., el primer astronauta negre i oficial de la Força Aèria dels Estats Units seleccionat pel programa del Manned Orbiting Laboratory el qual morí en un accident durant uns entrenaments el 1967.

## Art a la Lluna
L'astronauta caigut és l'única obra d'art realitzada amb el propòsit de romandre en la Lluna. Es podria argumentar que hi ha altres objectes que es van quedar allà com les banderes dels Estats Units i de la Unió Soviètica, o les plaques lunars dels altres Apollo, però no era el seu principal propòsit.

## Controvèrsia

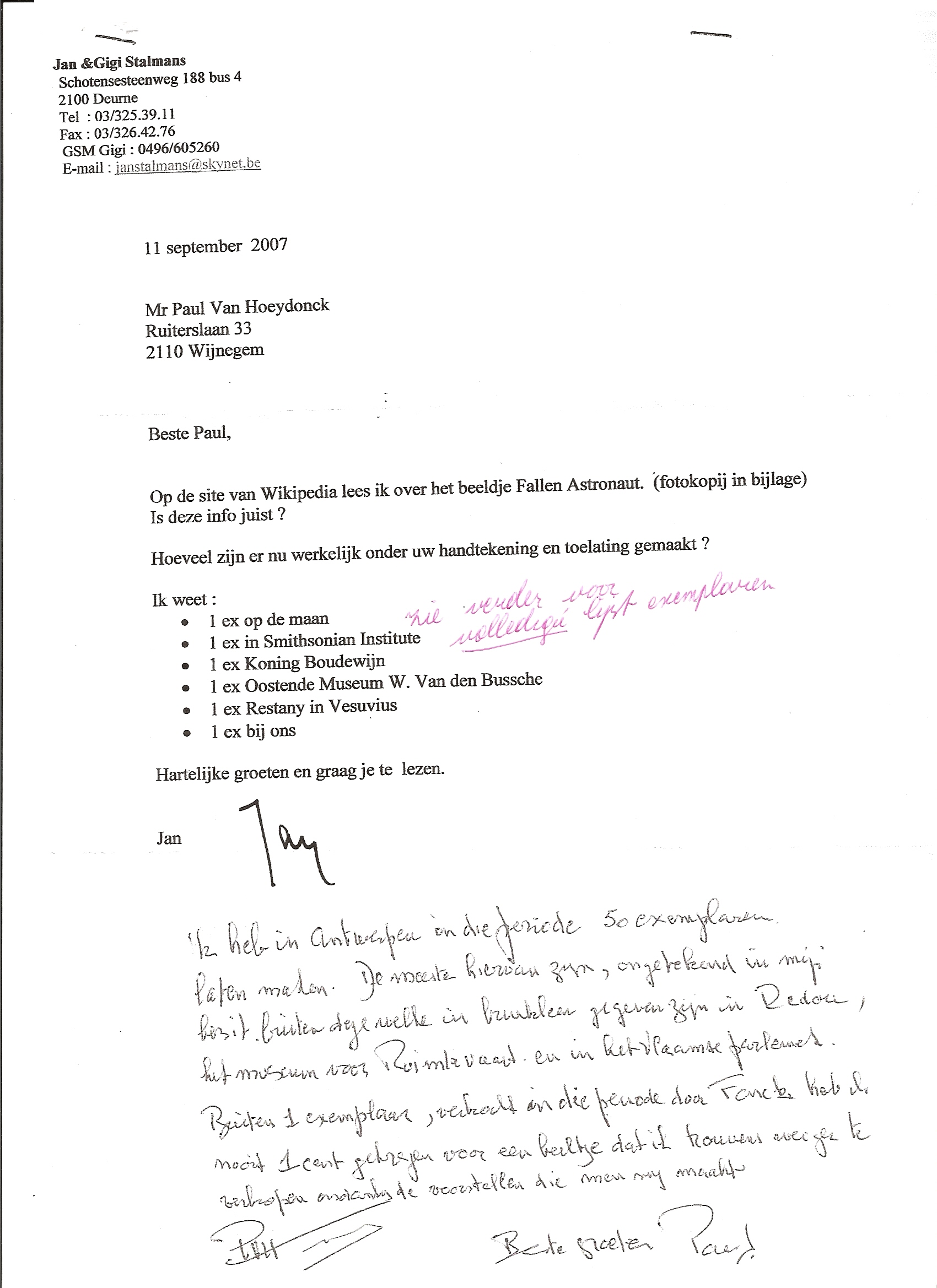
Requeriment de Jan Stalmans a Van Hoeydonck sobre el número de rèpliques pendents, amb resposta manuscrita

Després que la tripulació rebel·lés l'existència de la figura durant la conferència de premsa, el museu National Air and Space Museum va demanar que es fes també una rèplica per exposar-la al públic. La tripulació ho acceptà, amb la condició que fos mostrada "amb bon gust i sense publicitat". La rèplica va ser donada al Smithsonian Institution el 17 d'abril de 1972, el dia després que el presentador de la CBS Walter Cronkite es referís a la figura Fallen Astronaut i a la placa com la primera instal·lació artística sobre la Lluna durant la transmissió del llançament de l'Apollo 16. Actualment la figura està exposada amb una rèplica de la placa al museu National Mall Building a la Space Race Wing, Gallery 114.
El maig de 1972, Scott va conèixer que Van Hoeydonck planejava de fer i vendre més rèpliques de la figura. I creia que això violaria l'esperit del seu acord inicial, en que la NASA anava contra qualsevol explotació comercial dels programes espacials, així que Scott va provar de persuadir Van Hoeydonck de les seves intencions. Es va publicar un anunci a pàgina completa el juliol de 1972 a la revista Art in America, que 950 rèpliques de Fallen Astronaut signades per l'escultor serien venudes a la galeria Waddell Gallery de New York per 750 dòlars cada una; i una segona edició per un preu més baix no especificat; i una edició de catàleg per $5.
Després de les queixes de la NASA sobre la venda prevista, Van Hoeydonck es va retractar i no va arribar a vendre cap estàtua.
L'11 de setembre de 2007, el periodista d'art Jan Stalmans va escriure a Van Hoeydonck, preguntant-li per quantes rèpliques existien encara. Van Hoeydonk va retornar una resposta per escrit a la carta, que s'havien fet 50 còpies, moltes de les quals en possessió seva, sense signar. Van Hoeydonck va escriure també que ell havia rebut diners per una sola còpia de Fallen Astronaut, tot i les múltiples ofertes de compra que va rebre.

## Rèpliques
El gener de 2019, Van Hoeydonck i el Comandant del Mòdul Pilot de l'Apollo 15 Al Worden van anunciar la venda d'una rèplica d'edició limitada, dins d'un bloc d'acrílic blau tal com Van Hoeydonck pretenia originalment, el qual permetria que la figura fos col·locada dempeus sobre la superfície de la Lluna, "simbolitzant la humanitat que s'eleva" a través del viatge espacial. La NASA rebutjà el recipient en acrílic pel risc d'incendi. També es posarien a la venda un nombre menor de figures ampliades.